# Бредлі Віґґінз
Бредлі Віґґінз  (англ. Bradley Wiggins, 28 квітня 1980) — британський велогонщик, багаторазовий олімпійський чемпіон.

## Виступи на Олімпіадах
| Олімпіада   | Дисципліна                                      | Місце |
| ----------- | ----------------------------------------------- | ----- |
| Сідней 2000 | Командна гонка переслідування, 4000 метрів      | 3     |
| Сідней 2000 | Медісон                                         | 4     |
| Афіни 2004  | Індивідуальна гонка переслідування, 4000 метрів | 1     |
| Афіни 2004  | Командна гонка переслідування, 4000 метрів      | 2     |
| Афіни 2004  | Медісон                                         | 3     |
| Пекін 2008  | Індивідуальна гонка переслідування, 4000 метрів | 1     |
| Пекін 2008  | Командна гонка переслідування, 4000 метрів      | 1     |
| Пекін 2008  | Медісон                                         | 9     |
| Лондон 2012 | Групова гонка, шосе                             | 100   |
| Лондон 2012 | Індивідуальна гонка, шосе                       | 1     |